# Textricella luteola
Textricella luteola är en spindelart som beskrevs av Hickman 1945. Textricella luteola ingår i släktet Textricella och familjen Micropholcommatidae.
Artens utbredningsområde är Tasmanien. Inga underarter finns listade i Catalogue of Life.